# Ebb Cade
Pour les articles homonymes, voir Cade.
Ebb Cade, né le 17 mars 1890 dans le comté de Macon (Géorgie) et mort le 13 avril 1953 à Greensboro, est un ouvrier du bâtiment chez Clinton Engineer Works à Oak Ridge. 
Il fut la première personne soumise à une torture médicalisée impliquant une injection de plutonium.

## Biographie
Ebb Cade est né le 17 mars 1890 dans le comté de Macon en Géorgie. Fils d'Evens et de Carrie Cade, il épouse Ida Cade. À l'âge de 63 ans, Cade meurt des suites d'une fibrillation ventriculaire et d'une insuffisance cardiaque le 13 avril 1953 à Greensboro, comté de Guilford, Caroline du Nord.

### Injection de plutonium
Le 23 mars 1945, Cade, cimentier afro-américain pour la JA Jones Construction Company, était en route pour travailler sur un chantier de construction pour le projet Manhattan lorsqu'il fut impliqué dans un accident de la circulation à Oak Ridge. Il fut porté à l'hôpital d'Oak Ridge avec des fractures de la rotule droite, du radius droit et du cubitus et du fémur gauche. Le Dr Hymer Friedell, directeur médical adjoint du Manhattan Engineer District, décrivit Cade comme un « homme de couleur » « bien développé... bien nourri », apte à « l'expérimentation » avec l'injection de plutonium. Ses fractures furent laissées sans traitement pendant 20 jours, jusqu'au début des injections de plutonium le 10 avril 1945.
Cade reçut les injections à l'hôpital d'Oak Ridge, sans son consentement ni sa connaissance. On lui donna le matricule HP-12 (Human Product-12 / Produit Humain 12), et il fut ainsi la première personne à recevoir une injection de Pu-239,,. Par la suite, afin de tester la migration du plutonium à travers son corps, quinze de ses dents ont été extraites, et des échantillons d'os furent prélevés,,.
De 1945 à 1947,18 personnes ont participé à une série d'études impliquant une injection de plutonium, dont :
- 11 personnes à Rochester, au Strong Memorial Hospital,.
- 3 personnes à Chicago, au Billings Hospital de l'Université de Chicago.
- 3 personnes à San Francisco, à l'hôpital universitaire de l'Université de Californie à San Francisco. La première personne injectée en Californie était Albert Stevens[7],[8],[9],[10].

Des échantillons d'urine et de matières fécales furent prélevés sur les sujets testés, puis envoyés à Los Alamos (également connu sous le nom de projet Y) afin d'y quantifier le plutonium rejeté,. Ces études menèrent à l'établissement d'un modèle mathématique du taux d'excrétion de cet élément,,,.